# Szlakiem Grodów Piastowskich 2016
51. edycja kolarskiego wyścigu Szlakiem Grodów Piastowskich odbywała się od 5 do 8 maja 2016 roku. Wyścig liczył 4 etapy, o łącznym dystansie 496,6 km. Wyścig figurował w kalendarzu cyklu UCI Europe Tour, posiadając kategorię UCI 2.2.

## Uczestnicy
Lista drużyn uczestniczących w wyścigu:
| Numery | Kod | Drużyna               |
| ------ | --- | --------------------- |
| 1-8    | VAT | Verva ActiveJet       |
| 11-18  | CCC | CCC Sprandi Polkowice |
| 21-28  | KLS | Kolss BDC Team        |
| 31-38  | MET | Team Metec-TKH        |
| 41-48  | ADR | Adria Mobil Team      |
| 51-58  | NM  | Norda–MG.Kvis Vega    |
| 61-68  | WHI | Whirlpool–Author      |
| 71-78  | TSE | Astana City           |
| 81-88  | LKT | LKT Team Brandenburg  |
| 91-98  | WIB | Team Wibatech Fuji    |

| Numery  | Kod | Drużyna                  |
| ------- | --- | ------------------------ |
| 101-108 | RNR | Rad-Net Rose Team        |
| 111-118 | DSP | Domin Sport              |
| 121-128 | MCC | Minsk Continental Team   |
| 131-138 | P&S | P&S Team Thuringen       |
| 141-146 | CCB | CCB Racing Team          |
| 151-156 | BIG | Krismar Big Silvant Team |
| 161-168 | TCC | TC Chrobry Scott Głogów  |
| 171-178 | DER | De Rosa Rybnik           |
| 181-187 | ISD | ISD-Jorbi Team           |

## Etapy
| Etap   | Data   | Start – Meta            | km    | Typ         | Zwycięzca etapu    | Lider              |
| ------ | ------ | ----------------------- | ----- | ----------- | ------------------ | ------------------ |
| Prolog | 5 maja | Legnica                 | 32    | Kryterium   | Tomasz Kiendyś     | Alois Kaňkovský    |
| 1.     | 6 maja | Chojnów – Złotoryja     | 185,6 | Pagórkowaty | Ołeksandr Polivoda | Ołeksandr Polivoda |
| 2.     | 7 maja | Głogów – Polkowice      | 117   | Płaski      | Alois Kaňkovský    | Ołeksandr Polivoda |
| 3.     | 8 maja | Wałbrzych – Dzierżoniów | 162   | Pagórkowaty | Jiri Polnický      | Ołeksandr Polivoda |

## Klasyfikacja generalna
| M-ce | Imię i nazwisko    | Kraj     | Drużyna                          | Czas        |
| ---- | ------------------ | -------- | -------------------------------- | ----------- |
| 1.   | Ołeksandr Polivoda | Ukraina  | Kolss BDC Team                   | 10h 50' 12" |
| 2.   | Michele Gazzara    | Włochy   | Norda–MG.Kvis Vega               | + 11"       |
| 3.   | Jiri Polnický      | Czechy   | Verva ActiveJet Pro Cycling Team | + 14"       |
| 4.   | Dariusz Batek      | Polska   | Team Wibatech Fuji               | + 18"       |
| 5.   | Jasper Hamelink    | Holandia | Team Metec-TKH                   | + 19"       |
| 6.   | Marek Rutkiewicz   | Polska   | Team Wibatech Fuji               | + 21"       |
| 7.   | Łukasz Owsian      | Polska   | CCC Sprandi Polkowice            | + 23"       |
| 8.   | Adam Stachowiak    | Polska   | Verva ActiveJet Pro Cycling Team | + 23"       |
| 9.   | Ołeksandr Prevar   | Ukraina  | Kolss BDC Team                   | + 25"       |
| 10.  | Tomáš Bucháček     | Czechy   | Whirlpool–Author                 | + 25"       |